# Coppa di Francia 2004 (ciclismo)
La Coppa di Francia di ciclismo 2004, tredicesima edizione della competizione, si svolse dal 21 febbraio al 7 ottobre 2004, in 17 eventi tutti facenti parte del circuito UCI. Fu vinta dal norvegese Thor Hushovd della Crédit Agricole, mentre il miglior team fu Crédit Agricole.

## Calendario
| Corsa | Data         | Evento                                  | Vincitore         | Squadra         | Leader della classifica |
| ----- | ------------ | --------------------------------------- | ----------------- | --------------- | ----------------------- |
| 1     | 21 febbraio  | Tour du Haut-Var (2004)                 | Marc Lotz         | Rabobank        | Dmitrij Fofonov         |
| 2     | 22 febbraio  | Classic Haribo (2004)                   | Thor Hushovd      | Crédit Agricole | Thor Hushovd            |
| 3     | 21 marzo     | Cholet-Pays de Loire (2004)             | Bert De Waele     | Landbouwkrediet | Thor Hushovd            |
| 4     | 2 aprile     | Route Adélie (2004)                     | Anthony Geslin    | La Boulangère   | Thor Hushovd            |
| 5     | 4 aprile     | Grand Prix de la Ville de Rennes (2004) | Andrus Aug        | Domina Vacanze  | Thor Hushovd            |
| 6     | 13 aprile    | Parigi-Camembert (2004)                 | Franck Bouyer     | La Boulangère   | Thor Hushovd            |
| 7     | 15 aprile    | Grand Prix de Denain (2004)             | Thor Hushovd      | Crédit Agricole | Thor Hushovd            |
| 8     | 18 aprile    | Tour de Vendée (2004)                   | Thor Hushovd      | Crédit Agricole | Thor Hushovd            |
| 9     | 25 aprile    | Tro-Bro Léon (2004)                     | Samuel Dumoulin   | AG2R Prévoyance | Thor Hushovd            |
| 10    | 2 maggio     | Trophée des Grimpeurs (2004)            | Christophe Moreau | AG2R Prévoyance | Thor Hushovd            |
| 11    | 29 maggio    | À travers le Morbihan (2004)            | Thomas Voeckler   | La Boulangère   | Thor Hushovd            |
| 12    | 31 maggio    | Grand Prix de Villers-Cotterêts (2004)  | Stuart O'Grady    | Cofidis         | Thor Hushovd            |
| 13    | 5 giugno     | Classique des Alpes (2004)              | Óscar Pereiro     | Phonak          | Thor Hushovd            |
| 14    | 1º agosto    | La Poly Normande (2004)                 | Sylvain Chavanel  | La Boulangère   | Thor Hushovd            |
| 15    | 30 agosto    | Boucles de l'Aulne (2004)               | Frédéric Finot    | RAGT Semences   | Thor Hushovd            |
| 16    | 19 settembre | Grand Prix d'Isbergues (2004)           | Ludovic Capelle   | Landbouwkrediet | Thor Hushovd            |
| 17    | 7 ottobre    | Parigi-Bourges (2004)                   | Jérôme Pineau     | La Boulangère   | Thor Hushovd            |

## Classifiche
| Pos. | Corridore        | Squadra         | Punti |
| ---- | ---------------- | --------------- | ----- |
| 1    | Thor Hushovd     | Crédit Agricole | 199   |
| 2    | Pierrick Fédrigo | Crédit Agricole | 135   |
| 3    | Jérôme Pineau    | La Boulangère   | 111   |
| 4    | Thomas Voeckler  | La Boulangère   | 98    |
| 5    | Sylvain Chavanel | La Boulangère   | 86    |
| 6    | Franck Bouyer    | La Boulangère   | 79    |
| 7    | Stuart O'Grady   | Cofidis         | 68    |
| 8    | Frédéric Guesdon | Fdjeux.com      | 67    |
| 9    | Frédéric Finot   | RAGT            | 61    |
| 10   | Anthony Geslin   | La Boulangère   | 60    |